# Madelon
Madelon ist ein weiblicher Vorname.

## Herkunft und Bedeutung
Madelon ist eine französische Koseform des Namens Magdalena.

## Namensträgerinnen
- Madelon Baans, niederländische Schwimmerin
- Madelon Székely-Lulofs (1899–1958), niederländische Schriftstellerin und Journalistin

## Sonstiges
- Villa Madelon, Landhaus in Radebeul
- Die Sünde der Madelon Claudet, US-amerikanischer Spielfilm, 1931